# Max Pescatori
Pour les articles homonymes, voir Pescatori.

Massimiliano Pescatori est un joueur de poker professionnel italien né le 22 janvier 1971 à Milan. Vainqueur de quatre bracelets lors des World Series of Poker en 2006, 2008, 2015 et 2015, Pescatori est l'un des joueurs au plus gros palmarès en Italie.

## Biographie
Dès son plus jeune âge, Max montre un goût pour les cartes et joue souvent à la scopa avec son père. Les deux ont participé à un tournoi de scopa quand Max avait 11 ans, et ont fini deuxième. 
Jeune adulte, il teste et écrit quelques articles sur des jeux vidéo. Il fréquente souvent le Casino de Campione et se familiarise avec le Texas hold'em et d'autres variantes du poker. Puis, en 1994, il décide de partir pour Las Vegas où il trouve un travail de croupier sur le Strip, et joue le soir pour arrondir les fins de mois.
À Vegas, il parie sur des courses de chevaux, et remporte 77 000 $ dans le MGM Grand's Surf & Turf tourney en 1999 . Il commence à jouer en poker, au Seven Card Stud, puis au No Limit Hold'em. Il se lie d'amitié avec plusieurs joueurs expérimentés, dont Valter Farina (premier italien à avoir remporté un bracelet WSOP), Marco Traniello et Jennifer Harman, avec qui il perfectionne son jeu.
En 2004, Max remporte sa première somme à 6 chiffres, en remportant le tournoi 225$ Rebuy des Legends of Poker à Los Angeles. Il commence à se faire connaître sur le circuit américain. Il participe au Ultimate Poker Challenge, une émission de télévision consacrée au poker, dans laquelle il parvint à atteindre 8 tables finales. A cette époque, Pescatori prend l'habitude de mettre un bandana aux couleurs de l'Italie sur sa tête : c'est pour cette raison qu'on le surnomme "Le Pirate Italien".
En 2006, il remporte son premier bracelet WSOP, et son plus gros gain à ce jour, lors de l'event 2,5k$ NLHE des WSOP 2006, avec une somme de 682 389 $.
En 2007, il remporte le Italian Poker Championships à Sanremo, ce qui étend sa notoriété en Europe. 
Il remporte un autre bracelet WSOP en 2008, et deux autres en 2015, et il est en 2008 l'italien ayant remporté le plus de bracelet.
En octobre 2018, il a cumulé plus de 4,5 millions de dollars de gain. Ce qui le place à la 3e place de la Italy All Time Money List derrière Mustapha Kanit et Dario Sammartino (it).

## Bracelets WSOP
| Année | Tournoi                                         | Prix (US$) |
| ----- | ----------------------------------------------- | ---------- |
| 2006  | $2.500 Limit Hold'em                            | $682.389   |
| 2008  | $2.500 Mixed Pot-Limit Hold'em, Pot Limit Omaha | $246.509   |
| 2015  | $1.500 Razz                                     | $155.947   |
| 2015  | $10.000 Seven Card Stud Hi-Lo 8 or Better       | $292.158   |